# Lo sceriffo senza pistola
Lo sceriffo senza pistola (The Boy from Oklahoma) è un film del 1954 diretto da Michael Curtiz.
È un western statunitense ambientato nel Territorio del Nuovo Messico con Will Rogers Jr., Nancy Olson, Lon Chaney Jr. e Anthony Caruso. È basato su un racconto breve apparso sul The Saturday Evening Post e scritto da Michael Fessier.

## Trama
1878. Tom Brewster, un pacifico cowboy laureando in legge, si reca a Blue Rock per portare a termine la sua tesi. Nella cittadina si sta festeggiando l'elezione del sindaco, che, confidando nell'apparente ingenuità di Tom, gli offre la carica di sceriffo.

## Produzione
Il film, diretto da Michael Curtiz su una sceneggiatura di Frank Davis e Winston Miller e un soggetto di Michael Fessier, fu prodotto da David Weisbart per la Warner Bros. e girato nel Warner Ranch, Calabasas, California, da fine febbraio a fine marzo 1953.

## Distribuzione
Il film fu distribuito con il titolo The Boy from Oklahoma negli Stati Uniti dal 27 febbraio 1954 al cinema dalla Warner Bros.
Altre distribuzioni:
- in Danimarca il 13 giugno 1955 (Sheriffen fra Oklahoma)
- in Finlandia il 22 gennaio 1965 (Sheriffi vailla pelkoa)
- in Svezia il 14 novembre 1966 (Sheriffen från Oklahoma)
- in Brasile (Aço de Boa Têmpera)
- in Spagna (El muchacho de Oklahoma)
- in Francia (L' homme des plaines)
- in Grecia (To pallikari tis Oklahoma)
- in Italia (Lo sceriffo senza pistola)
- in Germania Ovest (Der Sheriff ohne Colt)

## Critica
Secondo il Morandini il film è un "tranquillo western con amabili risvolti di commedia" con un buon cast caratterizzato da un'ottima squadra di caratteristi.